# Podocarpus madagascariensis
Podocarpus madagascariensis é uma espécie de conífera da família Podocarpaceae.
Apenas pode ser encontrada no Madagáscar.